# 粘液胞子虫性側湾症
粘液胞子虫性側湾症（英:myxosporean scoliosis）とはMyxobolus buriの感染を原因とするブリの感染症。脳ミクソボルス症(cerebral myxobolosis)とも呼ばれる。脊柱が左右側方に湾曲することにより側湾症が認められるが斃死は認められない。診断は側湾症を示す病魚の脳からM. buriのシストや胞子を検出することにより行う。